# 喬丹 (印地安納州戴維斯縣)
喬丹（英語：Jordan）是位於美國印地安納州戴維斯縣的一個非建制地區。該地的面積和人口皆未知。

## 地理
喬丹的座標為38°41′19″N 87°12′25″W / 38.68861°N 87.20694°W，而該地的平均海拔高度為137米（即449英尺）。